# Paul Ambach
 (novembre 2012).
Si vous disposez d'ouvrages ou d'articles de référence ou si vous connaissez des sites web de qualité traitant du thème abordé ici, merci de compléter l'article en donnant les références utiles à sa vérifiabilité et en les liant à la section « Notes et références ».
Paul Ambach, également connu sous le nom de scène de Boogie Boy (né le 21 mars 1948 à Wilrijk près d'Anvers), est un musicien, un showman et une personnalité liée à l'organisation de concerts en Belgique.

## Biographie
Bercé dans l'opéra et le bel canto dès son enfance, grâce à un père mélomane et musicien de klezmer polonais, Paul Ambach apprend le piano et la guitare. Sa maman est une pianiste d'origine grecque avec des racines espagnoles.
À peine âgé de 17 ans, il affectionne déjà le blues et le gospel et forme l'Ambach Circus avec ses frères, Luke Walter Jr et Kid Safari et se produit tant au Festival du film de Zurich que dans les cafés-théâtres.
Il devient, avec Michel Perl, organisateur de concerts sous son propre nom sous le label d'une société d'évènements qui porte le nom de Make It Happen et qui présente de nombreux artistes sur la scène artistique en Belgique.
Make It Happen organise des concerts pour des groupes mythiques tels que U2, Joe Cocker, Michael Jackson, The Rolling Stones, ou encore Riverdance et Disney on Ice. Make It Happen tombera en grappe mûre dans les mains du groupe financier américain Clear Channel de média dont le siège social est situé à San Antonio, Texas. Paul Ambach en restera le gérant.
Paul Ambach est l'époux de Patricia et le père de N8N (Natan) et de Marylin, également dans le showbiz.
En 2012 et 2013, il est membre du jury de l'émission Belgium's Got Talent sur RTL-TVI.